# Brachymeles minimus
Brachymeles minimus là một loài thằn lằn trong họ Scincidae. Loài này được Brown & Alcala miêu tả khoa học đầu tiên năm 1995.